# USS Palau (CVE-122)
USS Palau (CVE-122) – lotniskowiec eskortowy typu Commencement Bay, który służył w United States Navy. 